# Zaleptus shanicus
Zaleptus shanicus is een hooiwagen uit de familie Sclerosomatidae.